# 尚代
尚代（法語：Chandai，法語發音：[ʃɑ̃dɛ] ⓘ）是法国奥恩省的一个市镇，位于该省东北部，属于莫尔塔涅欧佩什区。

## 地理
尚代（48°45'11"N, 0°44'21"E）面积13.73 平方千米，位于法国诺曼底大区奧恩省，该省份为法国西北部内陆省份，北起顺时针与卡爾瓦多斯省、厄尔省、厄尔-卢瓦省、萨尔特省、马耶讷省和芒什省接壤。
与尚代接壤的市镇（或旧市镇、城区）包括：里勒河畔圣叙尔皮斯、谢斯迪约迪泰伊、古尔奈勒盖兰、圣米歇尔-蒂伯夫、伊通河畔圣旺、维特赖苏莱格勒。

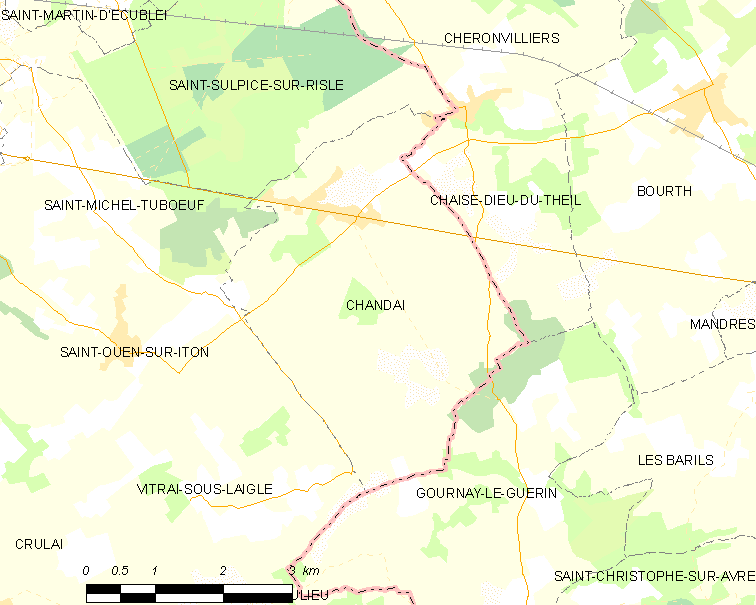
尚代的OSM定位图

尚代的时区为UTC+01:00、UTC+02:00（夏令时）。

## 行政
尚代的邮政编码为61300，INSEE市镇编码为61092。

## 政治
尚代所属的省级选区为莱格勒县。

## 人口

1962-2008年间尚代人口变化图示

尚代于2022年1月1日时的人口数量为681人。